# Allen Steele
Allen Mulherin Steele, Jr. (ur. 19 stycznia 1958 w Nashville) – amerykański pisarz science-fiction. Laureat nagród Hugo i Locusa.

## Życiorys
Steele zdobył licencjat na New England College, a następnie ukończył University of Missouri. Potem pracował przez kilka lat jako dziennikarz.
Zadebiutował krótkimi formami w 1988 r. Za pierwszą powieść, Orbital Decay z 1989 r., dostał nagrodę Locusa za debiut powieściowy. W 1996 jego nowela The Death of Captain Future zdobyła nagrodę Hugo oraz japońską Seiun Award. Dwa lata później nagrodami Hugo oraz Locusa nagrodzono nowelę ...Where Angels Fear to Tread. Oprócz tego pisarz zdobył w 2002 nagrodę Phoenixa. Inne jego utwory były kilkakrotnie nominowane do Hugo, Nebuli i nagrody Philipa Dicka.
Steele udziela się w panelu doradców Space Frontier Foundation oraz Science Fiction and Fantasy Writers of America, był także członkiem Rady Dyrektorów SFWA. W 2001 r. zeznawał przed Podkomisją Kosmosu i Aeronautyki amerykańskiej Izby Reprezentantów w sprawach dotyczących eksploracji przestrzeni kosmicznej w XXI wieku.
W Polsce ukazała się jego powieść Skycan oraz opowiadania: List z St. Louis (w: Echa Wojny światów 1997), Dobry szczur (Nowa Fantastyka 7/1997) i Agape wśród robotów (Nowa Fantastyka 5/2006).

### Coyote
- Coyote: A Novel of Interstellar Exploration (2002)
- Coyote Rising: A Novel of Interstellar Revolution (2004)
- Coyote Frontier: A Novel of Interstellar Colonization (2005)
- Spindrift (2007)
- The River Horses (2007)
- Galaxy Blues (2008)
- Coyote Horizon (2009)
- Coyote Destiny (2010)
- Hex (2011)

### Near Space
- Skycan (Orbital Decay 1989, wyd. pol. Orbita 1994)
- Clarke County, Space (1990)
- Lunar Descent (1991)
- Labyrinth of Night (1992)
- A King of Infinite Space (1997)

### Inne powieści
- The Jericho Iteration (1994)
- The Weight (1995)
- The Tranquillity Alternative (1995)
- Oceanspace (2000)
- Chronospace (2001)

### Zbiory opowiadań
- Rude Astronauts (1987)
- All-American Alien Boy (1996)
- Sex and Violence in Zero-G: The Complete "Near Space" Stories (1998)
- American Beauty (2003)
- The Last Science Fiction Writer (2008)

### Non-fiction
- Primary Ignition (2003)